# Gråkronad sabeltimalia
Gråkronad sabeltimalia (Pomatorhinus schisticeps) är en asiatisk fågel i familjen timalior med vid utbredning från Himalaya till Vietnam. Artgränserna gentemot dess närmaste släktingar är dock omdiskuterade.

## Utseende
Gråkronad sabeltimalia är en medelstor (19–23 cm) sabeltimalia med olivbrun ovansida, vit undersida, ett långt, vitt ögonbrynsstreck samt gul näbb och gula ögon. Den har vidare kastanjebruna flanker och vanligtvis skiffergrå hjässa.

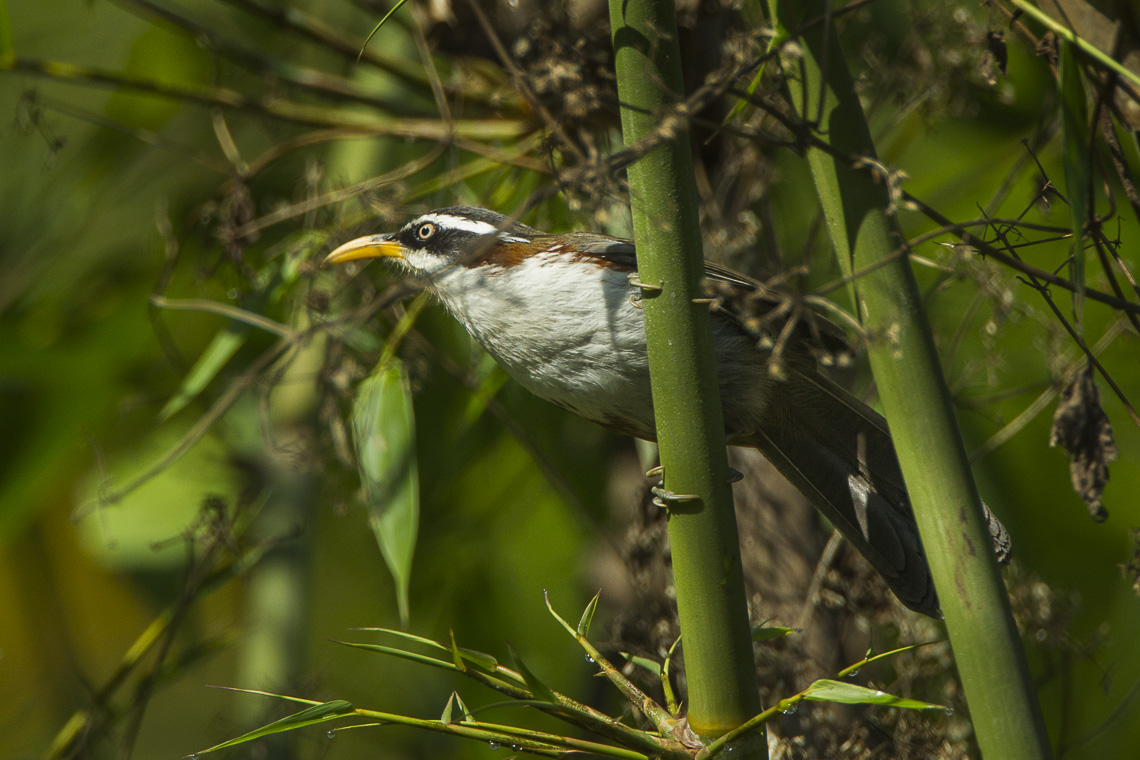

## Utbredning och systematik
Gråkronad sabeltimalia är nära släkt med både kastanjeryggig (Pomatorhinus montanus) och rostnackad sabeltimalia (Pomatorhinus ruficollis), så pass att det råder oenighet kring vilka populationer som ska föras till vilken art. Clements et al 2017 urskiljer 13 underarter i schisticeps med följande utbredning:
- Pomatorhinus schisticeps leucogaster – Himalaya (Himachal Pradesh i nordvästra Uttar Pradesh)
- Pomatorhinus schisticeps schisticeps – Himalaya (västra Nepal till Bhutan, Assam och nordvästra Myanmar)
- Pomatorhinus schisticeps salimalii – nordöstra Assam (Mishmi Hills)
- Pomatorhinus schisticeps cryptanthus – nordöstra Assam (Lakhimpur-Kheri) till nordöstra Burma
- Pomatorhinus schisticeps mearsi – västra Burma (nedre Chindwin District till berget Arakan Yoma)
- Pomatorhinus schisticeps ripponi – östra Burma till norra Thailand och angränsande nordvästra Laos
- Pomatorhinus schisticeps nuchalis – västra Burma (södra Shanstaten och Kayahstaten)
- Pomatorhinus schisticeps difficilis – bergstrakter i nordvästra Thailand och södra Burma (Kyaikkhami)
- Pomatorhinus schisticeps olivaceus – lågland i södra Burma och samt thailändska halvön
- Pomatorhinus schisticeps humilis – östra Thailand (Nanprovinsen) till södra Laos och centrala Vietnam
- Pomatorhinus schisticeps klossi – sydöstra Thailand och sydvästra Kambodja
- Pomatorhinus schisticeps annamensis – södra Vietnam (Da Lat Plateau)
- Pomatorhinus schisticeps fastidiosus – Malackahalvön (södra Burma och Kranäset till Trang)

Vissa för istället nuchalis, difficilis och fastidiosus till P. montanus, medan olivaceus, annamensis och humilis förs till P. ruficollis.

## Status och hot
Arten har ett stort utbredningsområde och en stor population, men tros minska i antal till följd av habitatförstörelse och fragmentering, dock inte tillräckligt kraftigt för att den ska betraktas som hotad. Internationella naturvårdsunionen IUCN kategoriserar därför arten som livskraftig (LC). Världspopulationen har inte uppskattats men den beskrivs som lokalt vanlig till sällsynt.